# SouL (e스포츠)
SouL(Starcraft of unbelievable Legend, 소울)은 대한민국의 프로게임단이다. 2000년부터 2013년까지 존속하였고, STX그룹이 지원하던 2006년부터 2013년까지는 STX SouL이라는 팀명으로 활동하였다. 과거 《스타크래프트: 브루드 워》, 《스타크래프트 II》, 《스페셜포스 2》 종목을 운영하였다.

## 역사
2000년 7월 SouL(Starcraft of unbelievable Legend)팀이라는 명칭 아래 비기업팀으로 창단했다. 2006년 4월 STX그룹과 후원 계약을 하여 STX SouL팀이 출범하였고, 2007년 5월 STX그룹에 인수창단되면서 2013년 8월까지 활동했다.
박상익, 조용호, 변은종 등 뛰어난 저그유저를 많이 배출하여, 이들을 보유하고 있던 시절에는 다른 팀에 비해 저그 유저가 많은 점에서 저그 군단, 저그 명문이라는 애칭이 붙은 적이 있다. (SouL 팀 소속의 저그를 ‘소울저그’ 등으로 유달리 강조하여 부르기도 했다.) 그러나 잇따라 타종족 신인들이 주전급으로 부상하며 최근에는 그런 모습을 찾아볼 수 없었지만, 2009년 들어서 박성준이 TG삼보에서 3위를 차지하고, 김윤환이 아발론MSL에서 우승함에 따라 저그가 부활하기 시작했다.
또한, STX 저그로 양대 개인리그를 하게 되었다.
2009년 3월 스페셜포스 프로게임단 드래프트에서 개인 단위로 5명을 지명 (윤재혁, 김성은, 서대원, 김솔, 김준백)하였다.
경남 STX컵 마스터즈 2009를 시작으로 우승을 한 선수에게 STX에서 제작한 우승 반지를 주는데, 김윤환이 우승함으로써 최초로 우승 반지를 받았다.
2009년부터 2010년까지 진행된 신한은행 프로리그 09-10시즌에서 5위 안에 드는 순위를 기록했지만 후반기에 팀의 정신적 지주이던 진영수가 승부조작 사건에 연루되어 은퇴함으로써 전력에 큰 손상을 입었다. 하지만 그 전까지 쌓아온 승점과 김은동 감독을 비롯한 선수들의 분투로 포스트시즌에 진출한다. 하지만 SKT T1과 플레이오프 에이스결정전에서 김구현의 실책으로 STX는 광안리 진출에 실패했다. 10-11 플레이오프 진출에는 성공을 하였다. 하지만 KT롤스터에게 2:1로 아쉽게 져서 준플레이오프 진출에는 실패하고 말았다. 잇다른 팀의 실책이 계속되자 김은동 감독은 stx 선수 전원을 트레이드라는 초강수를 꺼내들었다. 현금 트레이드가 아닌 맞교환 트레이드로 실력이 비슷한 선수끼리 교환을 하는 방식으로 8월까지 진행하였다. 결과는 변화없이 모두 재계약을 하기로 결정하였다. 시즌 후 프로토스의 주축이던 김구현이 공군에 입대하였고, 화승오즈의 해체로 프로토스 선수인 백동준을 영입하였다. 백동준의 선전으로 나름 전력보강을 하는데 성공했지만, 이신형의 테란전과 저그전의 부진으로 포스트시즌 진출에는 실패하고 만다.
STX는 스타크래프트 팀과는 달리 스페셜포스 부문에서는 우승만 3번을 하였을 정도로 스페셜포스 프로팀 중 성적이 가장 좋았다.
2013년 8월 3일 잠실학생체육관(프로농구 서울 SK 나이츠의 홈 경기장)에서 열린 SK플래닛 스타크래프트 II 프로리그 12-13 결승전에서 웅진 스타즈를 상대로 4:2로 승리하며 전신인 SouL을 포함하여 창단 후 13년 만에 프로리그 첫 우승을 차지했다.
그러나 자금난에 시달리던 STX가 결국 게임단의 운영을 포기, STX SouL은 2013년 9월 1일 부로 공식 해단되었다.
2013년 9월 2일부로 팀 명칭을 SouL로 하여 e스포츠 연맹(esF)에 가입,비기업팀으로 활동하게 되었다.
2013년 12월 19일 백동준, 조성호 선수가 각각 마우스스포츠와 IM으로 이적하고 남은 선수들이 은퇴 함으로써 완전히 해체되었다.

## 게임단 연혁

#### 스타크래프트, 스타크래프트 II
- 2000년 7월 SouL(Starcraft of unbelievable Legend) 창단
- 2003년 6월 계몽사배 MBC게임 팀리그 준우승
- 2003년 10월 라이프존배 MBC게임 팀리그 4위
- 2004년 2월 네오위즈 피망컵 프로리그 4위
- 2004년 10월 SKY 프로리그 2004 2라운드 준우승
- 2005년 2월 SKY 프로리그 3라운드 공동 3위
- 2005년 3월 MBC무비스배 MBC게임 팀리그 3위
- 2006년 4월 STX그룹 후원 계약 , STX-SouL팀 출범
- 2007년 5월 STX그룹, 프로게임단 STX SouL 공식 창단
- 2007년 7월 신한은행 프로리그 2007 전기리그 4위
- 2007년 8월 경남-STX컵 마스터즈 2007 우승
- 2008년 7월 신한은행 프로리그 2008 4위
- 2008년 8월 경남-STX컵 마스터즈 2008 우승
- 2009년 7월 신한은행 프로리그 08~09 6강
- 2009년 8월 경남-STX컵 마스터즈 2009 준우승
- 2010년 3월 신한은행 위너스리그 09-10 4위
- 2010년 8월 신한은행 프로리그 09-10 3위
- 2011년 7월 신한은행 프로리그 10-11 6강
- 2013년 8월 SK플래닛 스타크래프트 II 프로리그 12-13 final 우승(vs 4:2 웅진Stars)
- 2013년 9월 STX그룹의 팀 운영 포기로 인해 SouL(Starcraft of unbelievable Legend)로 다시 팀명 변경
- 2013년 11월 핫식스 GSTL 시즌 2 5위
- 2013년 12월 해체

#### 스페셜포스, 스페셜포스2
- 2009년 8월 생각대로T SF프로리그 2009 1st 준우승
- 2010년 8월 생각대로T SF프로리그 2010 1st 우승
- 2011년 8월 생각대로T SF프로리그 2011 1st 우승
- 2012년 9월 4G LTE SF2프로리그 2012 시즌2 우승
- 2013년 2월 2012 대한민국 e스포츠 대상 스페셜포스2 최우수 프로게임단상

## 프로리그결과
| 년도      | 리그                                   | 순위     | 경기 | 승   | 패   | 벌점 | 승점 | 포스트시즌     | 주요선수                                                               | 감독   |
| --------- | -------------------------------------- | -------- | ---- | ---- | ---- | ---- | ---- | -------------- | ---------------------------------------------------------------------- | ------ |
| 2003      | KTF EVER                               | 탈락     | 탈락 | 탈락 | 탈락 | 탈락 | 탈락 | 탈락           | 탈락                                                                   | 김은동 |
| 2003      | Neowiz Pmang                           | 4위      | 10   | 5    | 5    | 0    | +2   | 진출실패       |                                                                        | 김은동 |
| 2004      | SKY 1라운드                            | 6위      | 10   | 5    | 5    | 0    | -1   | 진출실패       |                                                                        | 김은동 |
| 2004      | SKY 2라운드                            | 새턴 2위 | 8    | 4    | 4    | 0    | +2   | 준우승         |                                                                        | 김은동 |
| 2004      | SKY 3라운드                            | 새턴 2위 | 8    | 4    | 4    | 0    | +1   | 플레이오프     |                                                                        | 김은동 |
| 2005      | SKY 전기                               | 10위     | 10   | 2    | 8    | 0    | -16  | 진출실패       |                                                                        | 김은동 |
| 2005      | SKY 후기                               | 9위      | 18   | 5    | 13   | 0    | -25  | 진출실패       |                                                                        | 김은동 |
| 2006      | SKY 전기                               | 11위     | 10   | 2    | 8    | 0    | -15  | 진출실패       |                                                                        | 김은동 |
| 2006      | SKY 후기                               | 6위      | 10   | 5    | 5    | 1    | -3   | 진출실패       |                                                                        | 김은동 |
| 2007      | 신한은행 전기                          | 4위      | 22   | 14   | 8    | 0    | +10  | 준플레이오프   |                                                                        | 김은동 |
| 2007      | 신한은행 후기                          | 7위      | 22   | 11   | 11   | 0    | -2   | 진출실패       |                                                                        | 김은동 |
| 2008      | 신한은행 2008                          | 4위      | 22   | 14   | 8    | 0    | +9   | 준플레이오프   | 박성준, 김윤환, 김구현, 김윤중                                         | 김은동 |
| 2008-2009 | 신한은행 위너스리그 08-09              | 6위      | 11   | 6    | 5    | 0    | +6   | 진출실패       | 박성준, 김윤환, 김구현, 김윤중, 조일장                                 | 김은동 |
| 2008-2009 | 신한은행 08-09                         | 3위      | 55   | 33   | 22   | 0    | +34  | 6강 플레이오프 | 박성준, 김윤환, 김구현, 김윤중, 조일장                                 | 김은동 |
| 2009-2010 | 신한은행 위너스리그 09-10              | 3위      | 11   | 7    | 4    | 0    | +8   | 준플레이오프   | 김구현, 김윤환, 김윤중, 조일장, 김동건, 김현우                         | 김은동 |
| 2009-2010 | 신한은행 09-10                         | 2위      | 55   | 32   | 23   | 0    | +5   | 플레이오프     | 김구현, 김윤환, 김윤중, 조일장, 김동건, 김현우                         | 김은동 |
| 2010-2011 | 신한은행 위너스리그 10-11              | 7위      | 18   | 8    | 10   | 0    | -3   | 진출실패       | 김구현, 김윤환, 김윤중, 조일장, 이신형, 김현우                         | 김은동 |
| 2010-2011 | 신한은행 10-11                         | 6위      | 54   | 25   | 29   | 1    | -11  | 6강 플레이오프 | 김구현, 김윤환, 김윤중, 조일장, 이신형, 김현우                         | 김은동 |
| 2011-2012 | SK플래닛 스타크래프트 프로리그 시즌 1  | 6위      | 21   | 10   | 11   | 0    | -6   | 진출실패       | 김윤환, 이신형, 김성현, 김윤중, 조일장, 신대근, 김현우, 백동준, 변현제 | 김은동 |
| 2012      | SK플래닛 스타크래프트Ⅱ 프로리그 시즌 2 | 6위      | 21   | 11   | 11   | 0    | 0    | 진출실패       | 김윤환, 이신형, 김성현, 김윤중, 신대근, 백동준, 변현제, 김도우         | 김민기 |
| 2012-2013 | SK플래닛 스타크래프트 Ⅱ 프로리그 12-13 | 3위      | 42   | 24   | 18   | 0    | 20   | 우승           | 이신형, 신대근, 백동준, 김도우, 변현제, 조성호, 김성현                 | 김민기 |

## 팀리그 역대성적
| 연도      | 스폰서     | 경기수 | 승 | 패 | 승점 | 승률  | 기타       |
| --------- | ---------- | ------ | -- | -- | ---- | ----- | ---------- |
| 2003      | 계몽사     | 6      | 3  | 3  | 2    | 50%   | 준우승     |
| 2003      | 라이프존   | 3      | 1  | 2  | 0    | 33.3% | 4위        |
| 2003-2004 | LG IBM     | 3      | 1  | 2  | 1    | 33.3% | 6위        |
| 2004      | 투싼       | 3      | 1  | 2  | -4   | 33.3% | 6위        |
| 2004-2005 | MBC MOVIES | 7      | 4  | 3  | 2    | 57.1% | 3위        |
| 총 5시즌  | 총 5시즌   | 22     | 10 | 12 | 1    | 45.4% | 준우승 1회 |

| 연도      | 스폰서     | 경기수 | 개인승 | 개인패 | 승률  | 올킬수 |
| --------- | ---------- | ------ | ------ | ------ | ----- | ------ |
| 2003      | 계몽사     | 30     | 16     | 14     | 53.3% | -      |
| 2003      | 라이프존   | 16     | 8      | 8      | 50%   | 1      |
| 2003-2004 | LG IBM     | 15     | 7      | 8      | 46.6% | 1      |
| 2004      | 투싼       | 16     | 6      | 10     | 37.5% | -      |
| 2004-2005 | MBC MOVIES | 30     | 16     | 14     | 53.3% | 2      |
| 통산성적  | 통산성적   | 111    | 53     | 58     | 47.7% | 4      |

## 역대 팀 명칭
- SouL(Starcraft of unbelievable Legend) - STX SouL - SouL(Starcraft of unbelievable Legend)

## 역대 팀 감독
- 1대 감독 : 김민기 (재임 기간 : 2000년 ~ 2013년)

## STX SouL 선수단 공개 포스팅 결과

### 주요 종목
- 스타크래프트 II

## 우승기록

### 스타크래프트, 스타크래프트 II
- 경남-STX컵 마스터즈 2007
- 경남-STX컵 마스터즈 2008
- SK플래닛 스타크래프트 Ⅱ 프로리그 12-13

### 스페셜포스
- 생각대로T 스패셜포스 프로리그 2010 1st
- 생각대로T 스패셜포스 프로리그 2011 1st
- 4G LTE 스패셜포스2 프로리그 시즌2

## 같이 보기
- STX